# بيتر فيرلي
بيتر فيرلي (بالإنجليزية: Peter Fairlie)‏ هو لاعب إسكواش بريطاني، ولد في 1957.